# Miley Cyrus & Her Dead Petz Tour
Miley Cyrus & Her Dead Petz Tour —en español: Gira de Miley Cyrus y sus mascotas fallecidas— (También conocida como The Milky Milky Milk Tour) es la quinta gira musical de la cantautora estadounidense Miley Cyrus, realizada para promover su álbum experimental gratuito, que lanzó en los VMA's 2015, en una presentación del primer sencillo del álbum Miley Cyrus & Her Dead Petz (2015), junto con la banda The Flaming Lips. La gira fue anunciada en octubre de 2015 e incluyó conciertos únicamente en América del Norte. Se inició el 19 de noviembre de 2015 en Chicago (Estados Unidos) y finalizó el 19 de diciembre de 2015 en Los Ángeles (Estados Unidos).

## Antecedentes
El 2 de octubre de 2015, aprovechando la visita al programa de Jimmy Fallon The Tonight Show, Cyrus anunció su intención de realizar una gira junto con The Flaming Lips a finales de ese mismo año. El 3 de octubre fue anunciada de forma oficial la gira que la cantante realizaría con la banda psicodélica. El anuncio fue realizado después de la emisión el programa de televisión Saturday Night Live, donde ejerció de anfitriona e invitada musical. Así, las fechas fueron publicadas en la página web de la cantante. La gira, denominada Miley Cyrus & Her Dead Petz Tour, constaría únicamente de seis fechas en Estados Unidos por pequeños locales y teatros. Asimismo, la cantante también denominó la gira como Milky Milky Milk Tour mediante sus publicaciones en redes sociales. Las entradas se pusieron a la venta el miércoles 7 de octubre, agotándose en escasos minutos para los seis conciertos estadounidenses en su totalidad. La empresa encargada de la promoción de los espectáculos fue Live Nation. A finales de octubre se anunció la participación del DJ Dan Deacon como telonero de los seis conciertos programados. Debido a la gran demanda, fueron anunciados dos conciertos más el 4 de noviembre, uno en Los Ángeles y un segundo concierto en Vancouver, visitando además de los Estados Unidos el Canadá.

## Actos de apertura
Primera etapa
- Dan Deacon - (Norteamérica, 19 de noviembre de 2015 - 14 de diciembre de 2015)[6][7]

- House of Edwards - (Norteamérica, 19 de noviembre de 2015 - 14 de diciembre de 2015)[8]

- Metro Station - (Norteamérica, 19 de diciembre de 2015)[9]

## Recepción

### Recepción de la crítica
Una vez iniciada la gira, muchos medios de comunicación se hicieron eco del concierto ofrecido en Chicago, primordialmente por los «alocados y explícitos» estilismos utilizados por Cyrus a lo largo del espectáculo, recibiendo críticas mixtas por parte de los críticos musicales. 
En un artículo escrito por la revista Rolling Stone, Jessica Hopper afirma que «Miley Cyrus nos ha ofrecido uno de los más fantásticos y memorables shows de los últimos tiempos, marcado por la falta de censura en todos los aspectos». En el artículo Hopper afirma que el espectáculo es una muestra más de la «destrucción de su imagen pop que pensábamos que era», afirmando que vio a la cantante feliz y alegre disfrutando con la realización del conciertos. Asimismo critica que «De vez en cuando, a través de los apoyos con globos y confeti -literal y figurativamente- nublan la escena principal, que es la voz de Miley Cyrus, fuerte y más flexible que nunca». Finaliza el artículo afirmado que esta «es la Miley verdadera, la que merecemos». Escribiendo para The Guardian, Mark Guarino dice que «esta gira teatral abreviado también opera en la indulgencia. Mientras que muchos artistas de estadio usan lugares más pequeños cuando quieren expresar vulnerabilidades, o simplemente sentir la necesidad de reformular su música en un ambiente más despojado, Cyrus simplemente trajo el estadio con ella y lo metió por la puerta. (...) El atracón de efectos visuales de gran presupuesto no completó ningún pensamiento musical, pero parecían más destinados a los medios de comunicación social; cada vez Cyrus apareció en el escenario con un nuevo artilugio». Asimismo, criticó que el espectáculo tenía deficiencias, como las pausas entre algunas canciones a espera de que la cantante se cambiase de vestuario o la falta de ensayo de la banda e incluso Cyrus, quien afirma, olvido la letra en algunos momentos, aunque afirma que en la interpretación de las baladas la cantante estuvo «en hermosa armonía». Guarino finaliza la reseña afirmando que «Cyrus es una estrella del pop que es valiente, porque ella está dispuesta a comerse el mundo sin adornos».
En una reseña publicada por el portal Consequence of Sound destacan el esfuerzo de Cyrus y su equipo por ofrecer un espectáculo completo a pesar de ser una gira por teatros y pequeños locales con unas capacidades mínimas para mil personas. Asimismo, comentan los contenidos explícitos del concierto como una renegación de su propia imagen. En el portal Music Times también evaluaron el show ofrecido, comentado que los conjuntos usados por la cantante son altamente «polemicos» y «chocantes», aunque afirman que eso era lo que se esperaba. Desde The Inquisitr reseñaron negativamente la actuación de Cyrus, afirmando que el concierto fue «un intento absurdo para llamar la atención (...) es exageración dolorosa.» Mohit Priyadarshi dice que «aunque el propio disco puede tener momentos de consecuencia, e incluso algunos la potencia, la conclusión es que Miley parece estar en un paseo, se ocupa sólo de ideas musicales ambiciosamente tontas y sin medios para contener la vanidad vertiginosa que parece haberse filtrado en toda su obra posterior. (...) Ella dice ser un músico, y yo viendo el rendimiento de Miley Cyrus anoche en la noche de apertura de su "Dead Petz Tour", puedo decir que no hizo nada para afirmar ese hecho».
En una reseña escrita para la revista Billboard, Ashley Zlatopolsky escribió acerca del concierto ofrecido en la ciudad de Detroit. En el artículo afirma que el espectáculo ofrecido por Cyrus y Flaming Lips básicamente es para «pasar un buen rato y divertirse», restándole importancia a cualquier otro elemento. Asimismo, finaliza afirmando que «el número final -un muy apropiado "We Can't Stop"- es una prueba de que éste es su partido y que podemos hacer lo que ella quiere». Desde USA Today reseñaron el concierto ofrecido en Nueva York, afirmando que a pesar de ser un tanto «complicado y agotador» por sus casi dos horas de duración, el «espectáculo es siempre inesperado y sus efectos visuales llamativos son al menos divertido de ver». Asimismo, alaban a la cantantnte, dicienco que «el talento de Cyrus es obvio e imposible de negar. Basta con escuchar sus ricas voces, apasionadas en baladas como «The Floyd Song (Sunrise)», «Pablow the Blowfish» y «Karen Don't Be Sad» (una las mejores de Cyrus), y que sería negligente decir que ella no tiene una de las voces más dinámicas de la música pop en este momento. Cyrus también parece tener su corazón en el lugar correcto». Finalizan la reseña concluyendo en que «Ciertamente, camino de auto-descubrimiento de Cyrus es mucho más extremo que sus compañeros ex-Disney, pero también es mucho más fascinante».
Tras el concierto en Vancouver, los medios canadienses se hicieron eco de uno de los momentos más destacables del concierto. Y es que la cantante aprovechó que ese encontraba en Canadá para hacer un llamamiento a sus fans en Vancouver para unirse a ella en un grito de guerra contra la matanza del lobo en la Columbia Británica de ese país. Asimismo, promovió la recogida de firmas de la asociación de Ian McAllister para la conservación de esa especie. Durante el último concierto de la gira, ofrecido en Los Ángeles, la cantante volvió a dar un mensaje solidario animalista, pero esta vez con una invitada especial, la actriz y modelo Pamela Anderson.

## Emisiones y grabaciones
El 14 de diciembre se anunció que el último concierto de la gira, el que se ofrecerá en Los Ángeles el 19 de diciembre, será transmitido vía online mediante la aplicación Go90, perteneciente a Verizon Communications, para smartphones en directo. Asimismo, al día siguiente de la retransmisión en vivo, que tuvo una duración aproximada de 130 minutos, el concierto fue publicado en la web de la aplicación para poder verlo, aunque solo es posible visionarlo con la aplicación.

## Repertorio
- Acto 1:

Intro (contiene elementos de «Party in the U.S.A.»)
1. «Dooo It!»
2. «Love Money Party»

- Acto 2:

1. «1 Sun»
2. «The Floyd Song (Sunrise)»

- Acto 3:

1. «Something About Space Dude»
2. «Space Boots»

- Acto 4:

1. «BB Talk»
2. «Fweaky»
3. «Bang Me Box»
4. «Lighter»

- Acto 5:

1. «Slab of Butter (Scorpion)»
2. «I Forgive Yiew»
3. «Miley Tibetan Bowlzzz»
4. «Milky Milky Milk»

- Acto 6:

1. «Tiger Dreams»
2. «Pablow the Blowfish»
3. «Twinkle Song» (no interpretada el 19 de diciembre de 2015)

Encore
1. «Karen Don't Be Sad»
2. «Evil Is But a Shadow»
3. «We Can't Stop»

Referencia:
| Notas |
| --- |
| - Durante el concierto en Detroit, Cyrus interpretó una versión de «You Are My Sunshine» de Johnny Cash. Además, interpretó una canción inédita llamada «Miss You So Much» la cual posteriormente fue lanzada en el álbum Younger Now (2017). |

## Fechas y recaudación
| América del Norte       |                  |                |                         |
| 19 de noviembre de 2015 | Chicago          | Estados Unidos | Riviera Theatre         |
| 21 de noviembre de 2015 | Detroit          | Estados Unidos | The Fillmore            |
| 27 de noviembre de 2015 | Washington D. C. | Estados Unidos | Echostage               |
| 28 de noviembre de 2015 | Nueva York       | Estados Unidos | Terminal 5              |
| 5 de diciembre de 2015  | Filadelfia       | Estados Unidos | Electric Factory        |
| 6 de diciembre de 2015  | Boston           | Estados Unidos | House of Blues          |
| 14 de diciembre de 2015 | Vancouver        | Canadá         | Queen Elizabeth Theatre |
| 19 de diciembre de 2015 | Los Ángeles      | Estados Unidos | The Wiltern             |

### Recaudaciones
| Lugar          | Ciudad | Entradas vendidas/disponibles | Recaudación |
| -------------- | ------ | ----------------------------- | ----------- |
| House of Blues | Boston | 2,436 / 2,553                 | $169,218    |